# Barra do Corda
Barra do Corda – miasto i gmina w Brazylii leżące w stanie Maranhão. Gmina zajmuje powierzchnię 5190,339 km². Według danych szacunkowych w 2016 roku miasto liczyło 86 662 mieszkańców. Położone jest około 400 km na południe od stolicy stanu, miasta São Luís, oraz około 1500 km na północ od Brasílii, stolicy kraju. 
W 2014 roku wśród mieszkańców gminy PKB per capita wynosił 6846,69 reais brazylijskich.